# 観音駅
観音駅（かんのんえき）は、千葉県銚子市前宿町にある、銚子電気鉄道銚子電気鉄道線の駅である。駅番号はCD03。

## 歴史
- 1923年（大正12年）7月5日：開業。
- 1925年（大正14年）：現在地に移転。
- 1976年（昭和51年）2月：たい焼き屋（直営売店）開業。
- 1991年（平成3年）12月27日：駅舎をスイスの登山鉄道風に改装。
- 2017年（平成29年）
  - 3月31日：たい焼き屋閉店。
  - 6月1日：株式会社金太郎ホームが命名権を取得しており、金太郎ホームを冠した愛称が付けられている[1]。

## 駅構造
単式ホーム1面1線を有する地上駅。2020年半ば頃よりコロナウイルス感染症の影響で無人駅になり窓口業務は終了したが、コロナが5類に移行後、土日祝は有人窓口になっている。
清涼飲料、アイスクリームの自販機有。駅舎内に水洗トイレ・多目的トイレ有。
備考
- 西洋の洋館（スイスの駅舎）風の大屋根を有する駅舎で、駅出入口からホームまではスロープとなっており、バリアフリー化されている。駅出入口を入って右側にかつてたい焼き屋が併設されていたが、2017年（平成29年）3月31日をもって閉店した。その後、同年夏に犬吠駅にて移転再開したが、観音駅の頃とは経営形態が違うので、味には違いが出ている。

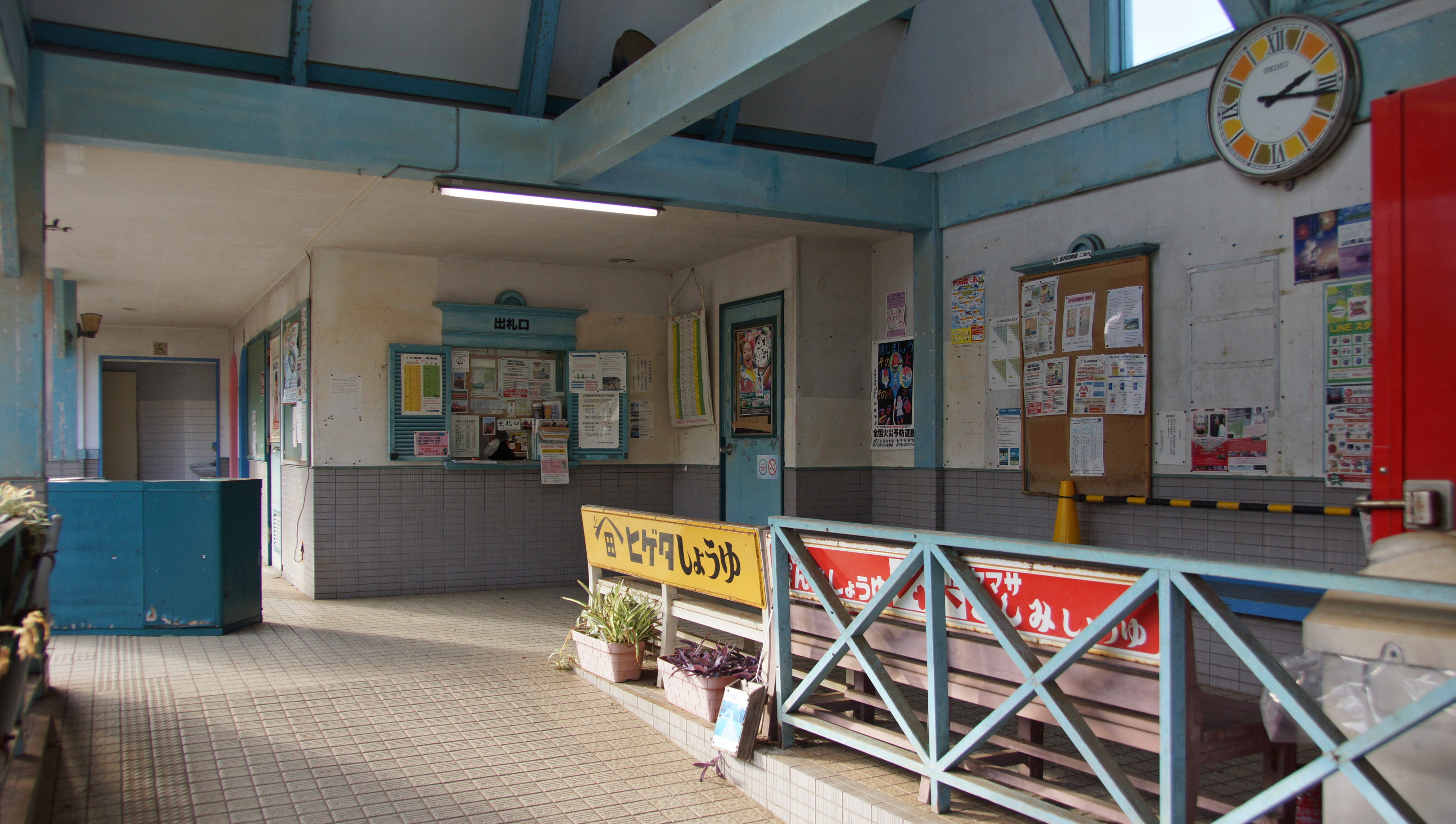
構内（2017年11月）
駅ホーム（2012年1月）

### たい焼き屋
かつてあった銚子電気鉄道直営のたい焼き屋について以下に記述する。
- 営業期間は1976年から2017年3月31日までであった。開店当時大ヒットを記録した童謡「およげ!たいやきくん」にちなんで営業開始された。
- 日中のみの営業で、早朝・夜間は閉店していた。
- たい焼きは餡子とクリーム味の2種類など。他にたこ焼きやぬれせんべい等も販売していた。営業開始当初は餡が入っていた一斗缶を利用したちりとりを作成し販売していた。
- 駅前の道路からは駅名の表示よりも、「たい焼」の看板の方が目立っていた。
- 電話や犬吠駅などの駅員を通して、事前にたい焼きの注文個数と、乗車する列車の時間を連絡しておくと、観音駅のホームにて乗車している電車まで駅員がたい焼きを届けてくれるサービスを実施していた。

## 利用状況
1日平均乗車人員 67人（2019年度）
近年の一日平均乗車人員推移は下表の通り。
| 年度   | 一日平均 乗車人員 |
| ------ | ----------------- |
| 2007年 | 152               |
| 2008年 | 171               |
| 2009年 | 127               |
| 2010年 | 108               |
| 2011年 | 94                |
| 2012年 | 99                |
| 2013年 | 88                |
| 2014年 | 70                |
| 2015年 | 76                |
| 2016年 | 70                |
| 2017年 | 76                |
| 2018年 | 74                |
| 2019年 | 67                |

## 駅周辺
半径1キロメートル（km）以内に隣駅の仲ノ町駅、本銚子駅が位置している。駅周辺は銚子の元々の中心街である。銚子の古くからの繁華街や商店街は円福寺（飯沼観音）を中心に形成され、門前町として繁栄したとされる。
- 千葉県道244号外川港線
- 千葉県道254号銚子公園線
- 銚子漁港第一卸売市場
  - 特定第3種漁港に指定される水揚げ量全国屈指の漁港。第一市場は主にマグロなどの大型魚が揚がる。市場に隣接する道路を挟んだ向かい側に観光客向け飲食店が軒を連ねている。
- 千葉県立銚子高等学校
- 銚子市立第三中学校
- 銚子市立病院
- 島田総合病院
- 銚子市野球場
- 銚子市体育館
  - かつては、体育館前にSL18688が静態保存されていたが、塩害のため2003年に解体された。
- 銚子市青少年文化会館
- 銚子南町郵便局
- 円福寺（飯沼観音・銚子観音）
  - 真言宗の寺院。坂東三十三箇所第二十七番札所。境内は観音堂（本堂）、大仏、五重塔、大銀杏のあるエリアと、本坊、大師堂、古帳庵句碑（ほととぎす 銚子は国の とっぱずれ）のあるエリアの二つに分かれている。毎月18日に開かれる縁日は多くの参拝者で賑わう。
- 銚港神社
  - 祭神は闇淤加美神（くらおかみのかみ）。円福寺の観音堂エリア境内に鎮座。銚子の産土様として崇敬を集める。社殿正面の額は元首相、吉田茂が揮毫したもの。
- 銚子ボウル
- 元祖今川焼 さのや
  - 1907年（明治40年）創業。今川焼は1日に1000個以上売れる日もある円福寺参道の名物店[16]。

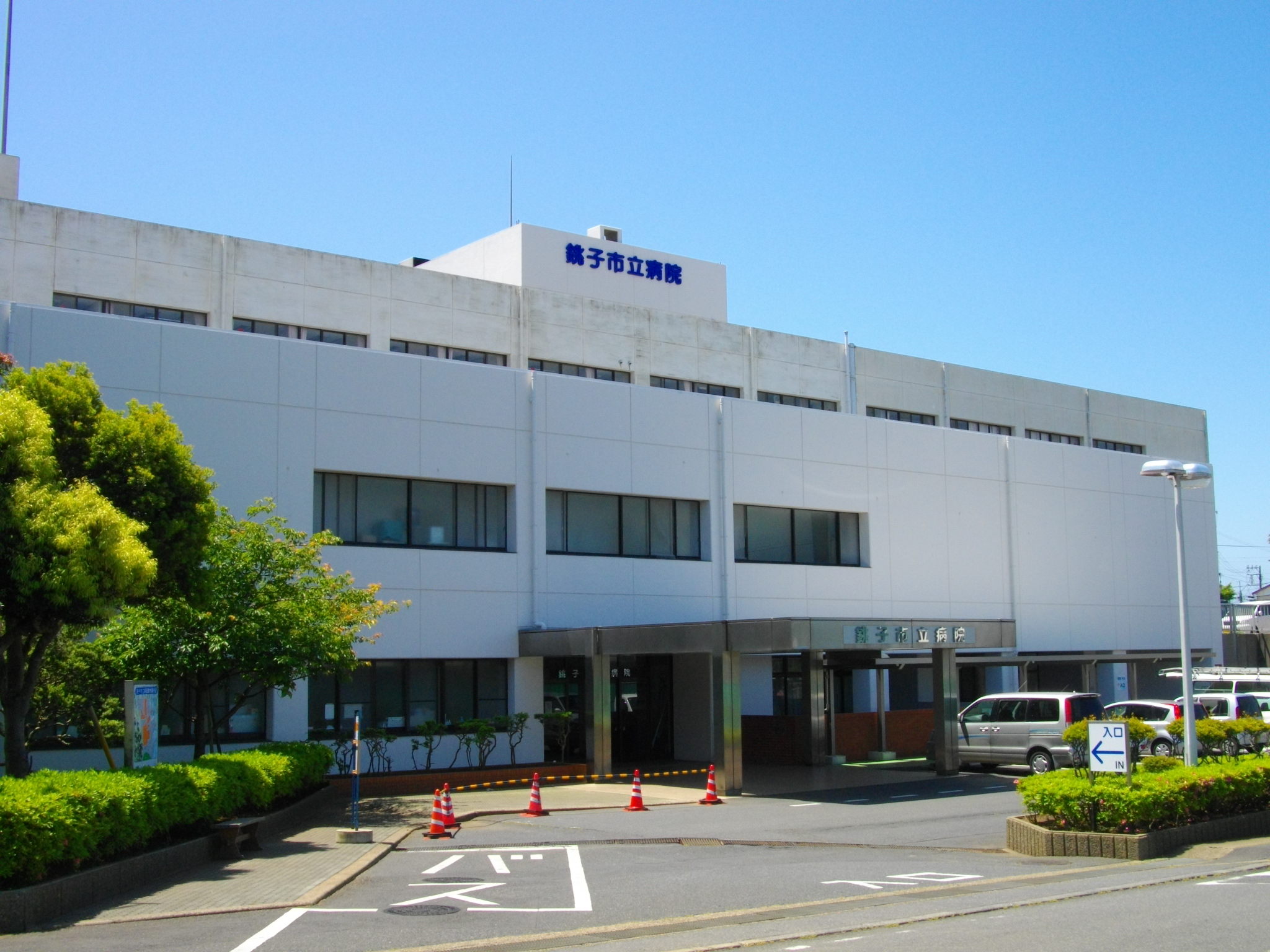
銚子市立病院
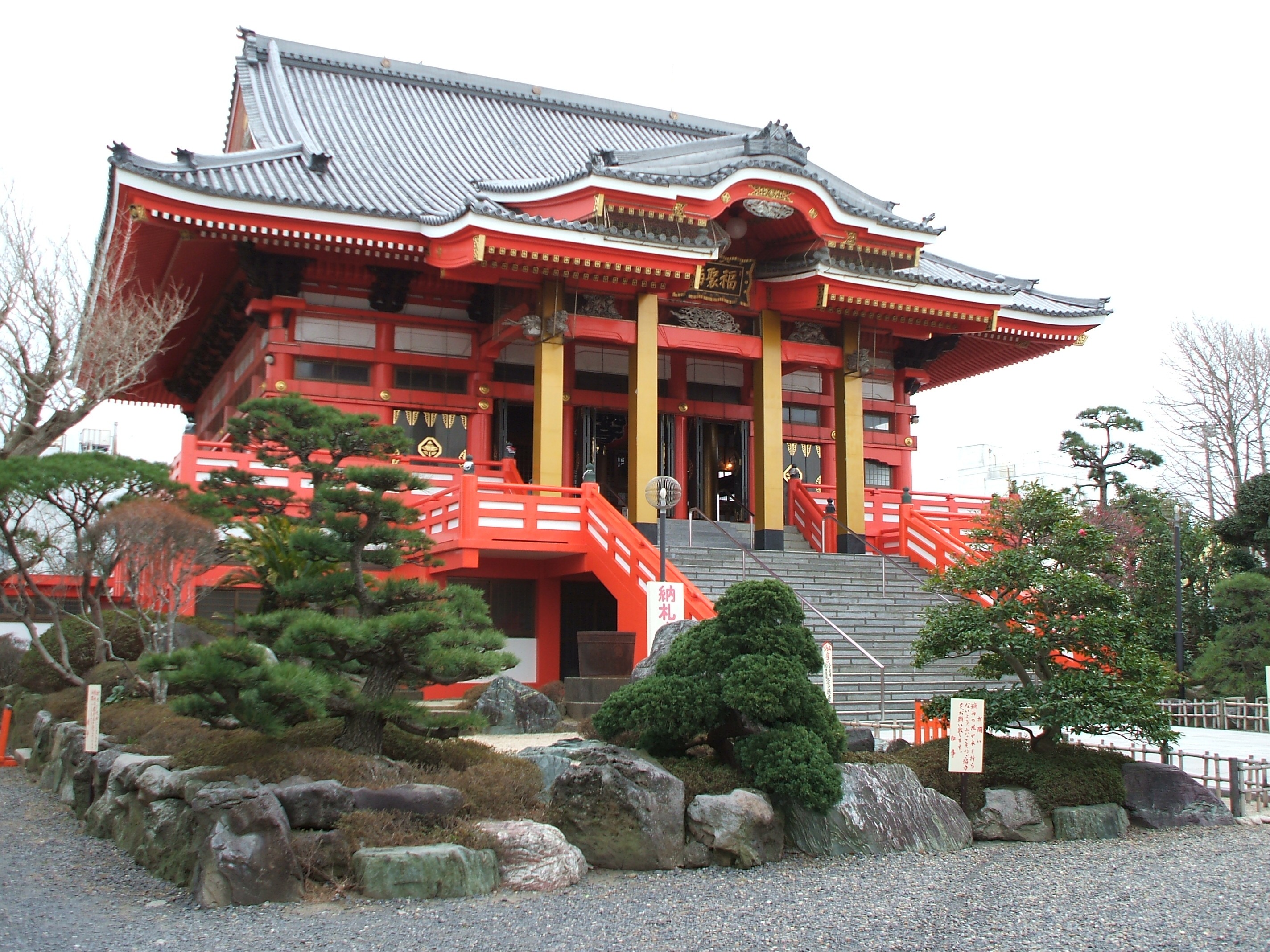
円福寺観音堂

## 隣の駅
銚子電気鉄道
■銚子電気鉄道線
仲ノ町駅（CD02） - 観音駅（CD03） - 本銚子駅（CD04）